# (696) Leonora
(696) Leonora ist ein Asteroid des Hauptgürtels, der am 10. Januar 1910 vom US-amerikanischen Astronomen Joel H. Metcalf in Taunton entdeckt wurde.
Die Herkunft des Namens ist unbekannt.